# Welsh voetbalelftal in 2011
Het Welsh voetbalelftal speelde in totaal tien interlands in het jaar 2011, waaronder vijf wedstrijden in de kwalificatiereeks voor de EK-eindronde 2012 in Polen en Oekraïne. De selectie stond voor onder leiding van bondscoach Gary Speed. De oud-international trad aan als opvolger van de in 2010 opgestapte John Toshack. De nationale selectie werd opgeschrikt door diens dood, nadat Speed op 27 november 2011 zelfmoord had gepleegd. Hij werd hij opgevolgd door Chris Coleman. Op de FIFA-wereldranglijst maakte Wales in 2011 een reuzensprong: van de 113de (januari 2011) naar de 48ste plaats (december 2011). De ploeg was in 2011 de grootste stijger op de wereldranglijst. Vooral in de tweede helft van het jaar verdiende Wales veel punten met zeges op Montenegro, Zwitserland en Bulgarije in de EK-kwalificatie.

## Balans
| Wedstrijden | Wedstrijden | Wedstrijden | Wedstrijden | Doelpunten | Doelpunten | Doelpunten | Punten |
| Gespeeld    | Winst       | Gelijk      | Verlies     | Voor       | Tegen      | Saldo      | Punten |
| ----------- | ----------- | ----------- | ----------- | ---------- | ---------- | ---------- | ------ |
| 10          | 5           | 0           | 5           | 13         | 13         | 0          | 1.000  |

## Interlands
|                                                                 |                                                   |       |       |                                                                                |
| 8 februari Vriendschappelijk № 583 «onderlinge duels» 19:45 uur | Ierland                                           | 3 – 0 | Wales | Aviva Stadium, Dublin Toeschouwers: 19.783 Scheidsrechter: Mark Courtney (NIR) |
| 8 februari Vriendschappelijk № 583 «onderlinge duels» 19:45 uur | Darron Gibson 60' Damien Duff 66' Keith Fahey 82' |       |       | Aviva Stadium, Dublin Toeschouwers: 19.783 Scheidsrechter: Mark Courtney (NIR) |

|                                                             |       |                                         |          |                                                                                             |
| 26 maart EK-kwalificatie № 584 «onderlinge duels» 15:00 uur | Wales | 0 – 2                                   | Engeland | Millennium Stadium, Cardiff Toeschouwers: 68.959 Scheidsrechter: Olegário Benquerença (POR) |
| 26 maart EK-kwalificatie № 584 «onderlinge duels» 15:00 uur |       | 7' (pen.) Frank Lampard 15' Darren Bent |          | Millennium Stadium, Cardiff Toeschouwers: 68.959 Scheidsrechter: Olegário Benquerença (POR) |

|                                                             |                     |       |                                                          |                                                                                     |
| 25 mei Vriendschappelijk № 585 «onderlinge duels» 19:45 uur | Wales               | 1 – 3 | Schotland                                                | Millennium Stadium, Cardiff Toeschouwers: 6.036 Scheidsrechter: Craig Thomson (SCO) |
| 25 mei Vriendschappelijk № 585 «onderlinge duels» 19:45 uur | Robert Earnshaw 36' |       | 56' James Morrison 65' Kenny Miller 71' Christophe Berra | Millennium Stadium, Cardiff Toeschouwers: 6.036 Scheidsrechter: Craig Thomson (SCO) |

|                                                             |                                      |       |               |                                                                          |
| 27 mei Vriendschappelijk № 586 «onderlinge duels» 19:45 uur | Wales                                | 2 – 0 | Noord-Ierland | Aviva Stadium, Dublin Toeschouwers: 529 Scheidsrechter: Alan Kelly (IRL) |
| 27 mei Vriendschappelijk № 586 «onderlinge duels» 19:45 uur | Aaron Ramsey 36' Robert Earnshaw 71' |       |               | Aviva Stadium, Dublin Toeschouwers: 529 Scheidsrechter: Alan Kelly (IRL) |

|                                                                  |                 |       |                                 |                                                                                       |
| 10 augustus Vriendschappelijk № 587 «onderlinge duels» 19:45 uur | Wales           | 1 – 2 | Australië                       | Cardiff City Stadium, Cardiff Toeschouwers: 6.378 Scheidsrechter: Kristo Tohver (EST) |
| 10 augustus Vriendschappelijk № 587 «onderlinge duels» 19:45 uur | Darcy Blake 83' |       | 44' Tim Cahill 60' Robbie Kruse | Cardiff City Stadium, Cardiff Toeschouwers: 6.378 Scheidsrechter: Kristo Tohver (EST) |

|                                                                |                                    |       |                    |                                                                                     |
| 2 september EK-kwalificatie № 588 «onderlinge duels» 19:45 uur | Wales                              | 2 – 1 | Montenegro         | Cardiff City Stadium, Cardiff Toeschouwers: 17.500 Scheidsrechter: Luca Banti (ITA) |
| 2 september EK-kwalificatie № 588 «onderlinge duels» 19:45 uur | Steve Morison 29' Aaron Ramsey 50' |       | 71' Stevan Jovetić | Cardiff City Stadium, Cardiff Toeschouwers: 17.500 Scheidsrechter: Luca Banti (ITA) |

|                                                                |                  |       |       |                                                                                         |
| 6 september EK-kwalificatie № 589 «onderlinge duels» 19:45 uur | Engeland         | 1 – 0 | Wales | Wembley Stadium, Londen Toeschouwers: 77.128 Scheidsrechter: Robert Schörgenhofer (AUT) |
| 6 september EK-kwalificatie № 589 «onderlinge duels» 19:45 uur | Ashley Young 35' |       |       | Wembley Stadium, Londen Toeschouwers: 77.128 Scheidsrechter: Robert Schörgenhofer (AUT) |

|                                                              |                                         |       |             |                                                                                   |
| 7 oktober EK-kwalificatie № 590 «onderlinge duels» 19:45 uur | Wales                                   | 2 – 0 | Zwitserland | Liberty Stadium, Swansea Toeschouwers: 12.317 Scheidsrechter: Björn Kuipers (NED) |
| 7 oktober EK-kwalificatie № 590 «onderlinge duels» 19:45 uur | Aaron Ramsey 60' (pen.) Gareth Bale 71' |       |             | Liberty Stadium, Swansea Toeschouwers: 12.317 Scheidsrechter: Björn Kuipers (NED) |

|                                                               |           |                 |       |                                                                                 |
| 11 oktober EK-kwalificatie № 591 «onderlinge duels» 20:05 uur | Bulgarije | 0 – 1           | Wales | Vasil Levski Stadion, Sofia Toeschouwers: 1.672 Scheidsrechter: Pawel Gil (POL) |
| 11 oktober EK-kwalificatie № 591 «onderlinge duels» 20:05 uur |           | 45' Gareth Bale |       | Vasil Levski Stadion, Sofia Toeschouwers: 1.672 Scheidsrechter: Pawel Gil (POL) |

|                                                                  |                                                               |       |                    |                                                                                            |
| 12 november Vriendschappelijk № 592 «onderlinge duels» 16:00 uur | Wales                                                         | 4 – 1 | Noorwegen          | Cardiff City Stadium, Cardiff Toeschouwers: 12.600 Scheidsrechter: Gerhard Grobelnik (AUT) |
| 12 november Vriendschappelijk № 592 «onderlinge duels» 16:00 uur | Gareth Bale 11' Craig Bellamy 16' Sam Vokes 88' Sam Vokes 89' |       | 61' Erik Huseklepp | Cardiff City Stadium, Cardiff Toeschouwers: 12.600 Scheidsrechter: Gerhard Grobelnik (AUT) |

## FIFA-wereldranglijst
| JAN | FEB | MAR | APR | MEI | JUN | JUL | AUG | SEP | OKT | NOV | DEC |
| --- | --- | --- | --- | --- | --- | --- | --- | --- | --- | --- | --- |
| 113 | 116 | 116 | 115 | 114 | 114 | 112 | 117 | 90  | 45  | 50  | 48  |

## Statistieken
| Wayne Hennessey   | 1987-01-24 | Wolverhampton W.       | 9 | 0 | 0 | 38 | 0  |
| Boaz Myhill       | 1982-11-09 | Birmingham City        | 1 | 0 | 0 | 10 | 0  |
| Lewis Price       | 1984-07-19 | Crystal Palace         | 0 | 1 | 0 | 8  | 0  |
| Verdediging       |            |                        |   |   |   |    |    |
| Chris Gunter      | 1989-07-21 | Nottingham Forest      | 8 | 2 | 0 | 35 | 0  |
| Neil Taylor       | 1989-02-07 | Swansea City           | 7 | 0 | 0 | 8  | 0  |
| Ashley Williams   | 1984-08-23 | Swansea City           | 7 | 0 | 0 | 31 | 1  |
| Darcy Blake       | 1988-12-13 | Cardiff City           | 6 | 1 | 1 | 8  | 1  |
| Danny Collins     | 1980-08-06 | West Ham United        | 3 | 0 | 0 | 12 | 0  |
| James Collins     | 1983-08-23 | Aston Villa FC         | 2 | 0 | 0 | 39 | 2  |
| Neal Eardley      | 1988-11-06 | Blackpool FC           | 2 | 0 | 0 | 16 | 0  |
| Danny Gabbidon    | 1979-08-08 | Queen's Park Rangers   | 2 | 0 | 0 | 45 | 0  |
| Adam Matthews     | 1992-01-13 | Celtic                 | 1 | 4 | 0 | 5  | 0  |
| Craig Morgan      | 1985-06-16 | Preston North End      | 1 | 0 | 0 | 23 | 0  |
| Sam Ricketts      | 1981-10-11 | Bolton Wanderers       | 1 | 0 | 0 | 42 | 0  |
| Lewin Nyatanga    | 1988-08-18 | Bristol City           | 0 | 1 | 0 | 34 | 0  |
| Middenveld        |            |                        |   |   |   |    |    |
| Aaron Ramsey      | 1990-12-26 | Arsenal FC             | 8 | 1 | 3 | 20 | 5  |
| Andrew Crofts     | 1984-05-29 | Norwich City           | 6 | 1 | 0 | 22 | 0  |
| Gareth Bale       | 1989-07-16 | Tottenham Hotspur      | 6 | 0 | 3 | 33 | 6  |
| David Vaughan     | 1983-02-18 | Sunderland AFC         | 4 | 3 | 0 | 28 | 1  |
| Joe Ledley        | 1987-01-23 | Celtic                 | 4 | 1 | 0 | 40 | 3  |
| Andy King         | 1988-10-29 | Leicester City         | 3 | 2 | 0 | 11 | 1  |
| Joe Allen         | 1990-03-14 | Swansea City           | 3 | 1 | 0 | 6  | 0  |
| Jack Collison     | 1988-10-02 | West Ham United        | 2 | 1 | 0 | 10 | 0  |
| Hal Robson-Kanu   | 1989-05-21 | Reading FC             | 1 | 2 | 0 | 5  | 0  |
| David Cotterill   | 1987-12-04 | Barnsley FC            | 1 | 1 | 0 | 19 | 1  |
| Andy Dorman       | 1982-05-01 | Bristol Rovers         | 1 | 1 | 0 | 3  | 0  |
| Owain Tudur-Jones | 1984-10-15 | Inverness              | 1 | 1 | 0 | 6  | 0  |
| David Edwards     | 1986-02-03 | Wolverhampton W.       | 0 | 1 | 0 | 23 | 3  |
| Aanval            |            |                        |   |   |   |    |    |
| Steve Morison     | 1983-08-29 | Norwich City           | 7 | 2 | 1 | 13 | 1  |
| Craig Bellamy     | 1979-07-13 | Liverpool FC           | 7 | 0 | 1 | 67 | 19 |
| Robert Earnshaw   | 1981-04-06 | Cardiff City           | 3 | 3 | 2 | 56 | 15 |
| Sam Vokes         | 1989-10-21 | Brighton & Hove Albion | 1 | 2 | 2 | 19 | 4  |
| Simon Church      | 1988-12-10 | Reading FC             | 1 | 2 | 0 | 14 | 1  |
| Jermaine Easter   | 1982-01-15 | Crystal Palace         | 1 | 1 | 0 | 10 | 0  |
| Freddy Eastwood   | 1983-10-29 | Coventry City          | 0 | 1 | 0 | 11 | 4  |
| Chedwyn Evans     | 1988-12-28 | Sheffield United       | 0 | 1 | 0 | 13 | 2  |

FAW · A-internationals · Bondscoaches · Statistieken · Welsh vrouwenelftal · Brits olympisch elftal · Wales U21 · Wales U20 · Wales U19 · Wales U18 · Wales U17 · Wales U16
1876 – 1899 ·
1900 – 1919 ·
1920 – 1929 ·
1930 – 1939 ·
1940 – 1949 ·
1950 – 1959 ·
1960 – 1969 ·
1970 – 1979 ·
1980 – 1989 ·
1990 – 1999 ·
2000 – 2009 ·
2010 – 2019 ·
2020 − 2029
EK 2016 · 
EK 2020
WK 1958
1876 · 
1877 · 
1878 · 
1879 · 
1880 · 
1881 · 
1882 · 
1883 · 
1884 · 
1885 · 
1886 · 
1887 · 
1888 · 
1889 · 
1890 · 
1891 · 
1892 · 
1893 · 
1894 · 
1895 · 
1896 · 
1897 · 
1898 · 
1899 · 
1900 · 
1901 · 
1902 · 
1903 · 
1904 · 
1905 · 
1906 · 
1907 · 
1908 · 
1909 · 
1910 · 
1911 · 
1912 · 
1913 · 
1914 · 
1915 · 1916 · 1917 · 1918 · 1919 · 
1920 · 
1921 · 
1922 · 
1923 · 
1924 · 
1925 · 
1926 · 
1927 · 
1928 · 
1929 · 
1930 · 
1931 · 
1932 · 
1933 · 
1934 · 
1935 · 
1936 · 
1937 · 
1938 · 
1939 · 
1940 · 1941 · 1942 · 1943 · 1944 · 1945 · 
1946 · 
1947 · 
1948 · 
1949 · 
1950 · 
1952 · 
1952 · 
1953 · 
1954 · 
1955 · 
1956 · 
1957 · 
1958 · 
1959 · 
1960 · 
1961 · 
1962 · 
1963 · 
1964 · 
1965 · 
1966 · 
1967 · 
1968 · 
1969 · 
1970 · 
1971 · 
1972 · 
1973 · 
1974 · 
1975 · 
1976 · 
1977 · 
1978 · 
1979 · 
1980 · 
1981 · 
1982 · 
1983 · 
1984 · 
1985 · 
1986 · 
1987 · 
1988 · 
1989 · 
1990 · 
1991 · 
1992 · 
1993 · 
1994 · 
1995 · 
1996 · 
1997 · 
1998 · 
1999 · 
2000 · 
2001 · 
2002 · 
2003 · 
2004 · 
2005 · 
2006 · 
2007 · 
2008 · 
2009 · 
2010 · 
2011 · 
2012 · 
2013 · 
2014 · 
2015 · 
2016 · 
2017 ·
2018 ·
2019 ·
2020 ·
2021 ·
2022 ·
2023
Albanië ·
Andorra ·
Argentinië ·
Armenië ·
Australië ·
Azerbeidzjan ·
België ·
Bosnië en Herzegovina ·
Brazilië ·
Bulgarije ·
Canada ·
Chili ·
China ·
Costa Rica ·
Cyprus ·
DDR ·
Denemarken ·
Duitsland ·
Engeland ·
Estland ·
Faeröer ·
Finland ·
Frankrijk ·
Georgië ·
Gibraltar ·
Griekenland ·
Hongarije ·
Ierland ·
IJsland ·
Iran ·
Israël ·
Italië ·
Jamaica ·
Japan ·
Joegoslavië ·
Kazachstan ·
Koeweit ·
Kroatië ·
Letland ·
Liechtenstein ·
Luxemburg ·
Malta ·
Mexico ·
Moldavië ·
Montenegro ·
Nederland ·
Nieuw-Zeeland ·
Noord-Ierland ·
Noord-Macedonië ·
Noorwegen ·
Oekraïne ·
Oostenrijk ·
Panama ·
Paraguay ·
Polen ·
Portugal · 
Qatar ·
Roemenië ·
Rusland ·
San Marino ·
Saoedi-Arabië ·
Schotland ·
Servië ·
Servië en Montenegro ·
Slovenië ·
Slowakije ·
Sovjet-Unie ·
Spanje ·
Trinidad & Tobago ·
Tsjechië ·
Tsjecho-Slowakije ·
Tunesië ·
Turkije ·
Uruguay ·
Verenigde Staten ·
Wit-Rusland ·
Zuid-Korea ·
Zweden ·
Zwitserland
Engeland (2016) · 
Denemarken (2021) · 
Italië (2021) · 
Rusland (2016) ·
Slowakije (2016) · 
Turkije (2021) · 
Zwitserland (2021)